# Svalöv
Svalöv ist ein Ort (tätort) in der südschwedischen Provinz Skåne län und der historischen Provinz Schonen. Er ist Hauptort der gleichnamigen Gemeinde.
Partnerstadt ist seit 2000  Łobez in der polnischen Woiwodschaft Westpommern.
In der Umgebung von Svalöv gibt es einige archäologische Denkmäler: Östlich liegt Torrlösa mit dem Hällsten von Torrlösa nahe der Kirche und dem Tornhög im Süden (Norrvidinge 3:1) sowie in Konga im Norden den Runenstein von Konga (Konga 24:1, auch Trip konga sten oder Konga hällsten genannt).

## Bildung
In Svalöv liegt die Schule Fridhems Folkhögskola mit Schwedens größtem Internat.